# Annelie Pompe
Annelie Sylvia Pompe, född 25 februari 1981 i Göteborg, är en svensk äventyrare, fridykare och bergsklättrare. Annelie Pompe arbetar som föreläsare, äventyrsguide, personlig tränare, coach, fridykningsinstruktör, yogalärare, författare och undervattensfotograf.
Pompe är mest känd för sina insatser i fridykning. Hon vann en individuell silvermedalj och ett lagsilver i AIDA VM. Den 5 oktober 2010 slog hon världsrekordet i fridykning med variabla vikter med ett dyk ner till 126 meter. Hösten 2014 slog hon två svenska rekord i fridykning – 90 meter med konstant vikt och 72 meter utan fenor.
20 maj 2011 besteg hon, som tredje svensk kvinna, Mount Everest. Hon var första svenska kvinna att bestiga berget från nordsidan, med syrgas. 2015 besteg hon Puncak Jaya, och i januari 2016 besteg hon Vinson Massif. I och med detta har hon bestigit alla De sju topparna, den högsta toppen i varje världsdel.